# Complex de llançament 37
El complex de llançament 37 (LC-37) és un conjunt de grans instal·lacions dins del Centre Espacial John F. Kennedy situat a Cap Canaveral, Florida (EUA). Va ser construït pels llançaments del programa Apollo, i més endavant va ser modificat per ser utilitzat pels llançaments del transbordador espacial.
La construcció va començar el 1959 i el lloc va ser acceptat per la NASA per donar suport al programa Saturn I el 1963. El complex consta de dues plataformes de llançament. El LC-37A mai no va ser utilitzat, però LC-37B va llançar els vols Saturn I no tripulats (1964 a 1965) i va ser modificat per llançat els vols del Saturn IB (1966 a 1968), incloent la primera prova (no tripulada) del mòdul lunar Apollo a l'espai. Va ser desactivat el 1972. El 2001 va ser modificat com a lloc de llançament del Delta IV, un sistema de llançament operat per United Launch Alliance.
La disposició original del complex de llançament presentava una estructura de servei mòbil que es podia utilitzar per donar servei o emparellar un coet en el LC-37A o 37B, però no en ambdós simultàniament. La Torre del Servei Mòbil Delta IV té 100 m d'alçada, i es va equipar per al servei de totes les configuracions del Delta IV, incloent el Delta IV Heavy.